# Héctor Espínola
Héctor Adán Espínola Varela (Coronel Oviedo, Paraguay; 12 de febrero de 1991) es un futbolista paraguayo. Juega de guardameta y su equipo actual es el Estudiantes de Mérida Fútbol Club de la Primera División de Venezuela.

## Trayectoria
Nacido en Coronel Oviedo, Espínola comenzó su carrera en las inferiores del Club Libertad donde formó parte hasta la categoría sub-20. Tras dejar el club, el guardameta pasó por clubes la Primera C, Primera B, incluso jugó fútbol playa.
No fue hasta 2018, cuando Espínola fichó en el Guaireña FC de la Segunda División y con la obtención del título de la División Intermedia 2019, el portero llegó a primera. No fue titular en el primer año en primera división, donde solo disputó un encuentro, sin embargo en las campañas 2021 y 2022 fue inamovible en el equipo titular, año en que el club jugó copas internacionales.
El 8 de diciembre de 2022, se anunció su fichaje al Club Nacional.

## Clubes
| Club                              | País      | Año           |
| --------------------------------- | --------- | ------------- |
| Guaireña FC                       | Paraguay  | 2018-2022     |
| Club Nacional                     | Paraguay  | 2023          |
| Tacuary Football Club             | Paraguay  | 2024          |
| Estudiantes de Mérida Fútbol Club | Venezuela | 2025-presente |

## Palmarés

### Títulos nacionales
| Título           | Club        | País     | Año  |
| ---------------- | ----------- | -------- | ---- |
| Segunda División | Guaireña FC | Paraguay | 2019 |